# مارتی هوهتالا
مارتی هوهتالا (فنلاندی: Martti Huhtala; ۱۲ نوامبر ۱۹۱۸ – ۲۵ اکتبر ۲۰۰۵) اسکی‌باز صحرانوردی اهل فنلاند بود.